# فرودگاه شهرستان اونیدا
فرودگاه شهرستان اونیدا (به انگلیسی: Oneida County Airport) یک فرودگاه همگانی با کد یاتا UCA است که یک باند فرود آسفالت دارد و طول باند آن ۱۶۴۶ متر است. این فرودگاه در شهر یوتیکا، نیویورک کشور ایالات متحده آمریکا قرار دارد و در ارتفاع ۲۲۶ متری از سطح دریا واقع شده است.